# Thymbra capitata

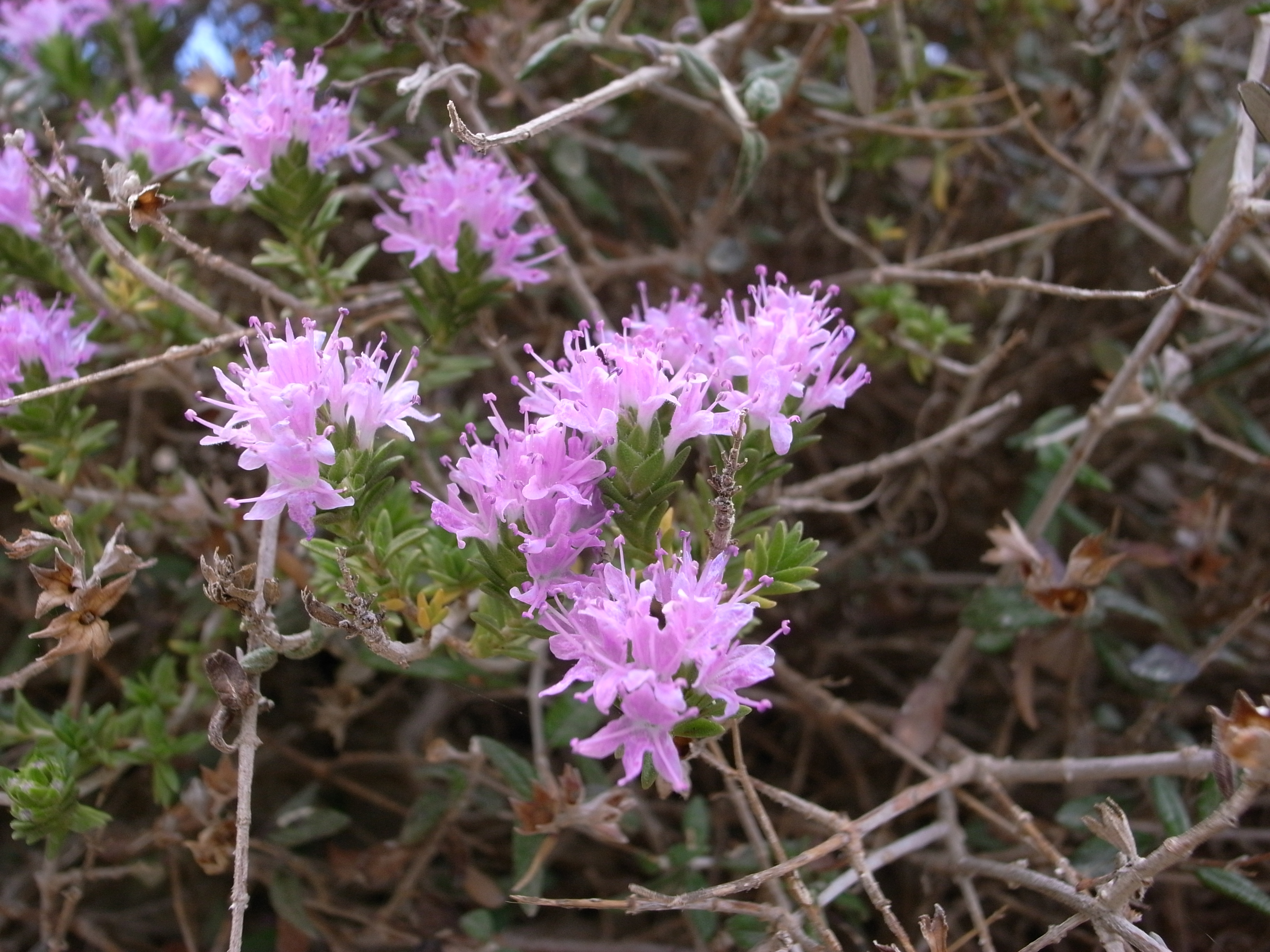
Inflorescència

La frígola, frígola capitada, frígola de Sant Joan (Thymbra capitata, Coridothymus capitatus, Thymus capitatus), és una espècie de la família de les lamiàcies, que es distribueix pel Mediterrani i la zona de Portugal, essent absent a França. Es troba a garrigues, pendents secs, sobre pedra calcària.
Arbust nan molt aromàtic, de 20-50 cm d'alt, amb branques ascendents fins a erectes, llenyoses, clares, les joves són tomentoses de blanc, que només solen comptar amb les gemmes foliars axil·lars. Fulles de la tija llargues i que cauen amb la sequedat, sèssils, gairebé triangulars, linears, punxegudes, de 6-12 mm de llarg i 1-1,2(1,8) mm d'ample, essent pel marge més o menys planes, més o menys glabres, ciliades per la base, de color verd grisenc per ambdues cares, puntejades de glàndules. Inflorescències en verticils densos ovals-arrodonits. Calze de 5 mm de llarg, llavi superior tridentat, més curt que l'inferior de 2 dents, essent totes les dents ciliades. Tub calicí amb 20-22 nervis, a diferència de les altres espècies de Thymus i aplanat pel dors. El llavi superior és bífid, amb 4 estams.
Noms: frígola, frígola capitada, frígola de Sant Joan, frígola vera, pebrella senyorida, timó africà, timó capitat